# Jan Anward
Jan Anward, född 1947 i Katrineholm, död 28 januari 2016, var professor i språk och kulturforskning vid Linköpings universitet.
Anward hade sin akademiska grundutbildning från Stockholms universitet. Han blev fil. dr i allmän språkvetenskap 1981 vid Uppsala universitet och docent vid Stockholms universitet 1985. Han utnämndes till professor vid Stockholms universitet 1999. Från år 2000 var Anward professor vid Linköpings universitet och föreståndare för forskarskolan Språk och kultur i Europa. Han var även gästprofessor i skandinavistik vid Universität Zurich sedan 2009.
2014 erhöll han Svenska Akademiens pris för framstående förtjänster inom svensk språkforskning och språkvård.
Språket som social verksamhet, språket som dynamiskt system, livslång språkutveckling och språkanvändning som motor i språkutveckling och språkförändring var teman i Jan Anwards forskning.